# 长苞香蒲
长苞香蒲（学名：Typha angustata）为香蒲科香蒲属的植物。分布在印度、日本、俄罗斯及亚洲其他地区以及中国大陆的山东、新疆、黑龙江、河北、甘肃、云南、江苏、河南、江西、内蒙古、吉林、贵州、山西、辽宁、陕西等地，见于池塘、沼泽、湖泊、河流和沟渠，目前尚未由人工引种栽培。